# Amal El Atrach
Amal El Atrach (in arabo أمل الأطرش‎?, Amal al-Aṭrash; Casablanca, 1971) è un'attrice marocchina.

## Biografia
Ha cominciato la sua carriera negli anni '90, prendendo parte a sitcom televisive quali Lalla Fatima per poi avviarsi al cinema.
È sposata con il regista Yassine Fennane.

## Filmografia parziale

### Cinema
- Allal al-Qalda (2003)
- Al-Hay al-Khalafi (2006)
- Al-Raqqas (2010)
- La sorgente dell'amore (2011)
- Dallas (2016)

### Televisione
- Lalla Fatima (2001-2004)
- Alì Babà e i 40 ladroni (2007)